# Firm Roots (Clifford Jordan)
| Recensione | Giudizio |
| ---------- | -------- |
| AllMusic   | [ 1 ]    |

Firm Roots è un album discografico a nome di Clifford Jordan and The Magic Triangle, pubblicato dall'etichetta discografica danese SteepleChase Records nel 1975 (per il mercato statunitense fu pubblicato l'anno successivo dalla Inner City Records).

## Tracce
Lato A
1. Firm Roots – 8:38 (Cedar Walton)
2. Angel in the Night – 8:51 (Billy Higgins)
3. Scorpio – 3:43 (Sam Jones)

Lato B
1. Inga – 7:51 (Billy Higgins)
2. Voices Deep Within' Me – 6:24 (Cedar Walton)
3. One for Amos – 8:25 (Sam Jones)

Edizione CD del 1995, pubblicato dalla SteepleChase Records (SCCD 31033)
1. Firm Roots – 8:38 (Cedar Walton)
2. Angel in the Night – 8:51 (Billy Higgins)
3. Scorpio – 3:43 (Sam Jones)
4. Bearcat – 4:44 (Clifford Jordan) – Bonus Track
5. Inga – 7:51 (Billy Higgins)
6. Voices Deep Within' Me – 6:24 (Cedar Walton)
7. One for Amos – 8:25 (Sam Jones)

## Musicisti
- Clifford Jordan - sassofono tenore, flauto
- Cedar Walton - pianoforte
- Sam Jones - contrabbasso
- Billy Higgins - batteria

Note aggiuntive
- Nils Winther - produttore
- Registrato e mixato il 18 aprile 1975 al Trixi Tonstudio di Monaco di Baviera, Germania
- Heinz Gärtig - ingegnere delle registrazioni e del mixaggio
- Lissa Winther - design copertina e fotografie
- Jørgen Frigård - note sull'album[2]